# 서울지방변호사회
서울지방변호사회는 대한민국의 변호사들이 모인 단체 중에 하나이다. 1907년에 설립된 단체이다.

## 설명
서울지방변호사회는 변호사들의 단체 중에서 가장 규모가 큰 단체이며 대한변호사협회에 등록된 변호사들 중에 66%로가 서울지방변호사회에 소속되어 있다. 서울지방변호사회는 피해자의 인권보호와 사회정의를 실현하기 위한 목적으로 설립되었으며 처음에 설립된 1907년부터 1985년까지는 서울특별시 종로구 새문안로5길 13번지(당주동)에 위치해 있었지만 서초동의 법조단지 조성으로 1996년 5월에 서울특별시 서초구 법원로 1길 21번지로 이전하게 되었으며 2020년에 건물 리모델링도 거쳐서 현재의 모습을 가지게 되었다.

## 같이 보기
- 변호사
- 단체